# Helcogrammoides cunninghami
Helcogrammoides cunninghami är en fiskart som först beskrevs av Smitt, 1898.  Helcogrammoides cunninghami ingår i släktet Helcogrammoides och familjen Tripterygiidae. Inga underarter finns listade i Catalogue of Life.